# Prevosto (Scozia)
Il titolo di prevosto (provost) indica un'autorità politica locale scozzese, titolo equivalente al Mayor, ovvero sindaco, inglese.
Il nome viene dal Francese prévôt (pronuncia: [pʁeˈvoː]), una posizione di governo che avevano diverse persone nella Francia pre-rivoluzionaria.
Prima del Town Councils Act del 1900 (Scozia), venivano usati vari titoli per tali funzioni in Scozia nei diversi Burghs, ma con tale atto fu standardizzato il corpo di governo in "prevosti, magistrati e consiglieri".
Dopo la riorganizzazione del 1975, fu dato il titolo di "Lord Provost" per Aberdeen, Dundee, Edimburgo e Glasgow, ossia le quattro città che sono al contempo municipi e per diritto luogotenenze, ossia prefetture.